# Sybropraonetha minuta
Sybropraonetha minuta – gatunek chrząszcza z rodziny kózkowatych i podrodziny zgrzypikowych. Jedyny przedstawiciel rodzaju Sybropraonetha.

## Zasięg występowania
Gatunek ten występuje w RPA.